# Giulio Einaudi (arcivescovo)
Giulio Einaudi (San Damiano Macra, 11 febbraio 1928 – Cuneo, 28 dicembre 2017) è stato un arcivescovo cattolico italiano.

## Biografia
Monsignor Giulio Einaudi nacque nella borgata Rio di San Damiano Macra l'11 febbraio 1928 (ma secondo altre fonti il 15 febbraio) in una famiglia di campagna e di profonde tradizioni cristiane. Il padre Giacomo era un agricoltore attivo anche nel servizio della comunità locale. Durante la prima guerra mondiale aveva combattuto al fronte per tutta la durata del conflitto nel corpo della fanteria, insieme a suo fratello Pietro, negli Alpini, e al fratello sacerdote don Giovanni, nella sanità. Anche nel 1940, all'inizio della seconda guerra mondiale, venne richiamato alle armi, ma dopo due mesi trascorsi nella caserma di Dronero venne esonerato dal servizio militare per poter attendere al sostentamento della famiglia. Anche la madre Elisabetta proveniva da una famiglia di agricoltori e di convinti cattolici.
Durante la seconda guerra mondiale la famiglia soffrì della distruzione della casa, del bestiame e dei raccolti agricoli nell'incendio che devastò San Damiano Macra, appiccato dai soldati tedeschi e repubblichini domenica 30 luglio 1944.

### Formazione e ministero sacerdotale
Frequentò l'asilo infantile e le elementari nel seminario di Saluzzo. Sempre a Saluzzo studiò al ginnasio del seminario minore "Sant'Agostino". In seguito studiò al seminario maggiore "San Nicola" per il liceo e gli studi di teologia.
Il 29 giugno 1951 fu ordinato presbitero per la diocesi di Saluzzo nel duomo cittadino dal vescovo diocesano monsignor Egidio Luigi Lanzo.
Dopo tre anni come vice curato nella parrocchia della cattedrale di Saluzzo, nel 1954 venne inviato a Roma dove proseguì gli studi alla Pontificia Università Gregoriana e alla Pontificia Università Lateranense, dove conseguì una laurea in teologia morale e una in diritto canonico. Dal 1958 proseguì gli studi alla Pontificia accademia ecclesiastica a Roma, l'istituto che forma i diplomatici della Santa Sede. Frequentò il corso biennale di preparazione ed entrò nel servizio effettivo il 1º agosto 1960.
Il suo primo incarico fu quello di segretario di nunziatura nella delegazione apostolica di Bangkok, in Thailandia, dove rimase cinque anni, dal 1960 al 1965. La delegazione apostolica di Bangkok si occupava delle relazioni con il clero della Thailandia, della Malaysia, di Singapore e del Laos, paesi buddisti o musulmani, dove i cristiani non erano che una infima minoranza, ma molto apprezzati per le loro scuole, per gli ospedali e per altre opere sociali. La maggior parte degli studenti delle scuole cattoliche non erano cristiani. A Bangkok, ad esempio, i sovrani buddisti della Thailandia, il re Bhumibol Adulyadej e la regina Sirikit, visitavano sovente e volentieri le scuole femminili delle suore Orsoline e di San Giuseppe e le scuole artigianali maschili dei padri Salesiani. Non vi furono difficoltà di rilievo nel dialogo tra la Chiesa cattolica e le autorità governative.
Nel 1965 venne trasferito come uditore di nunziatura alla delegazione apostolica di Washington, negli Stati Uniti d'America, dove rimase sei anni fino al 1971, in un ambiente totalmente diverso per l'aspetto religioso, politico e sociale. In quel tempo non vi erano ancora relazioni ufficiali e diplomatiche tra la Santa Sede e il governo statunitense, iniziate soltanto nel 1982, ma i contatti e il dialogo con le pubbliche autorità erano rispettosi e cordiali. Nel settembre del 1971 venne inviato come consigliere nelle nunziature apostoliche di Kigali, nel Ruanda, e di Bujumbura, nel Burundi, paesi africani in maggioranza cristiani. Ambedue i paesi, tuttavia, erano profondamente divisi a causa delle lotte violente e sanguinose tra le etnie degli Hutu e dei Tutsi, che causavano divisioni anche tra i membri della Chiesa.
Dal 1974 al 1976 fu consigliere nella nunziatura apostolica di Lisbona in Portogallo. Fu un periodo relativamente breve, ma carico di avvenimenti importanti, come la fine dei possedimenti coloniali portoghesi ed il passaggio di vari pesi africani - Angola, Mozambico, Guinea-Bissau e São Tomé e Príncipe - all'indipendenza e alla sovranità nazionale. La Chiesa locale in quegli anni ebbe vari contrasti con il nuovo governo portoghese di ispirazione marxista che si era installato proprio in quegli anni.

### Ministero episcopale
Il 10 novembre 1976 papa Paolo VI lo nominò arcivescovo titolare di Villamagna di Tripolitania e pro-nunzio apostolico in Pakistan. Ricevette l'ordinazione episcopale il 2 gennaio successivo nel duomo di Saluzzo dal cardinale Agnelo Rossi, prefetto della Congregazione per l'evangelizzazione dei popoli, coconsacranti l'arcivescovo Domenico Enrici, officiale della Segreteria di Stato della Santa Sede, e il vescovo di Saluzzo Antonio Fustella.
Si occupava anche delle relazioni anche con il clero dell'Afghanistan. In Pakistan i cristiani erano e sono tuttora una piccola minoranza, sia pure ben organizzata. In Afghanistan al contrario, ogni manifestazione di vita cristiana era proibita e l'unica cappella cattolica si trovava nel recinto dell'ambasciata italiana a Kabul. La situazione peggiorò dopo l'invasione sovietica, iniziata la vigilia di Natale del 1979.
Il 5 agosto 1980 papa Giovanni Paolo II lo trasferì alla nunziatura apostolica de L'Avana a Cuba, dove il cristianesimo veniva ostacolato in vari modi dal regime comunista ma le chiese continuavano ad essere frequentate e la fede cristiana era ancora molto sentita. La sua nomina seguì i brevi mandati di due pro-nunzi, Mario Tagliaferri e Giuseppe Laigueglia. Il Vaticano, nonostante l'impostazione ideologica comunista del regime castrista, non aveva infatti mai rotto le relazioni con Cuba. La nomina di mons. Einaudi, che fu nunzio a Cuba dal 1980 al 1988, segnò una diminuzione delle tensioni tra la Santa Sede e il regime, anche nell'ambito della linea di maggiore apertura internazionale della Chiesa Cattolica che era seguita al Concilio Vaticano II. Questo nuovo clima culminò, verso il termine del periodo della nunziatura di mons. Einaudi, nell'Encuentro Nacional Eclesial Cubano (ENEC) del 1986, al termine del quale la chiesa cubana approvò con un documento fortemente improntato al dialogo con il regime comunista e dove veniva enfatizzato il comune sforzo di costruire una Cuba migliore.
Il 23 settembre 1988 venne nominato nunzio apostolico in Cile, un paese dove i cattolici costituivano quasi l'80 per cento della popolazione. In quegli anni vi furono cambi significativi nel governo cileno, da regime militare al regime democratico, ai quali la chiesa locale dovette fare fronte. In particolare mons. Einaudi sostituì Angelo Sodano, considerato dalla stampa amico personale del generale Augusto Pinochet. La nomina di Einaudi venne vista dagli analisti come l'espressione della volontà del Vaticano di facilitare la transizione del paese sudamericano dalla dittatura alla democrazia.
Il 15 gennaio 1992 la Repubblica di Croazia, già parte della Jugoslavia, fu riconosciuta come repubblica indipendente. Il 10 febbraio 1992 essa stabilì relazioni diplomatiche con la Santa Sede. Monsignor Einaudi il 29 dello stesso mese venne nominato primo nunzio apostolico in Croazia. Il 4 maggio successivo giunse a Zagabria. In Croazia stava continuando la guerra, iniziata nel 1991, contro l'esercito federale della Serbia, che occupava ancora un terzo del suo territorio. La fine delle ostilità avvenne nel gennaio del 1998 lasciando il paese in condizioni molto critiche. La Chiesa locale appoggiò l'opera di pacificazione e di riconciliazione nazionale e invitò il papa a visitare personalmente la Croazia. Papa Giovanni Paolo II per ben tre volte visitò la Croazia, negli anni 1994, 1998 e 2003. Il 19 dicembre 1996 siglò con l'allora vice premier Jure Radic tre trattati che regolavano i rapporti tra la Santa Sede e la Croazia. In questi accordi lo stato garantiva alla Chiesa Romana il libero svolgimento delle proprie attività caritative e sociali, ne tutelava i beni culturali e riconosceva le scuole cattoliche. Veniva inoltre riconosciuto il valore civile dei matrimoni religiosi. Un quarto trattato, contenente il concordato che regola i rapporti economici tra la chiesa cattolica e lo stato croato, venne firmato nel 1998 da mons. Einaudi e da Jure Radic pochi giorni dopo la seconda visita del pontefice. Alcuni analisti politici misero in evidenza una certa sinergia tra l'opera di mons. Einaudi in Croazia e le attività nel paese dell'Opus Dei.
Il 4 agosto 2003 papa Giovanni Paolo II accettò la sua rinuncia all'incarico per raggiunti limiti di età. Il 20 settembre di quell'anno lasciò definitivamente Zagabria.
Tornò nella sua diocesi di Saluzzo e si stabilì a Busca con la sorella Anna. Continuò a operare nella parrocchia di Busca, in quelle della Valle Maira e a livello diocesano. Il 23 luglio 2008 il sindaco di Busca Luca Gosso lo insignì della cittadinanza onoraria. Nel 2010 pubblicò il volume autobiografico "Ricordi di un nunzio, don Giulio Einaudi".
La mattina del 28 dicembre 2017, poco dopo aver celebrato la messa nella chiesa parrocchiale di Busca, presso la sua abitazione fu colto da un malore e quindi ricoverato nell'ospedale "Santa Croce" di Cuneo. Morì la sera dello stesso giorno. Le esequie si tennero il 30 dicembre alle ore 14.30 nella chiesa parrocchiale di Busca e furono presiedute dal cardinale Severino Poletto. Al termine del rito fu sepolto nel cimitero cittadino. Nel 2018 gli fu dedicata una sala collocata nell'antico palazzo vescovile di Saluzzo.

## Opere
- Ricordi di un Nunzio. Don Giulio Einaudi, Fusta, Saluzzo, 2010, 136 pagine.

## Genealogia episcopale
La genealogia episcopale è:
- Cardinale Scipione Rebiba
- Cardinale Giulio Antonio Santori
- Cardinale Girolamo Bernerio, O.P.
- Arcivescovo Galeazzo Sanvitale
- Cardinale Ludovico Ludovisi
- Cardinale Luigi Caetani
- Cardinale Ulderico Carpegna
- Cardinale Paluzzo Paluzzi Altieri degli Albertoni
- Papa Benedetto XIII
- Papa Benedetto XIV
- Papa Clemente XIII
- Cardinale Bernardino Giraud
- Cardinale Alessandro Mattei
- Cardinale Pietro Francesco Galleffi
- Cardinale Giacomo Filippo Fransoni
- Cardinale Carlo Sacconi
- Cardinale Edward Henry Howard
- Cardinale Mariano Rampolla del Tindaro
- Cardinale Rafael Merry del Val
- Arcivescovo Duarte Leopoldo e Silva
- Arcivescovo Paulo de Tarso Campos
- Cardinale Agnelo Rossi
- Arcivescovo Giulio Einaudi